# Leptogenys dasygyna
Leptogenys dasygyna é uma espécie de formiga do gênero Leptogenys, pertencente à subfamília Ponerinae.